# Johann Baptist von Anzer
Johann Baptist Anzer, plus tard von Anzer, né en Bavière le 16 mai 1851 et mort à Rome le 24 novembre 1903, est un missionnaire catholique allemand de la société du Verbe-Divin, congrégation fondée en 1875, qui œuvra en Chine et qui fut le premier vicaire apostolique de la province du Sud-Shandong.

## Biographie

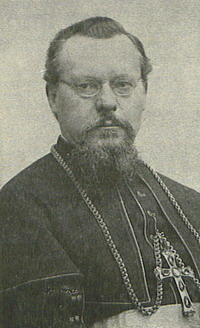
Photographie de Anzer

Johann Baptist Anzer naît dans la famille d'un boucher du village de Weinrieth, près de Tännesberg en royaume de Bavière. Doué, il étudie au lycée de Ratisbonne, puis entre dans la société du Verbe-Divin, nouvellement fondée et est ordonné en 1876. Il est aussitôt envoyé en mission en Chine, avec le P. Josef Freinademetz, qui sera canonisé en 2003. Il s'occupe d'abord d'une école de la mission à Hong Kong, puis est nommé en 1882 à la mission de la province de Shandong (anciennement Chandoung) qui faisait  partie du vicariat apostolique tenu par les franciscains italiens. Lorsqu'un nouveau vicariat est fondé en 1885 au sud de la province, il en devient le premier vicaire apostolique et il est nommé évêque in partibus de Thélepte (de) par Pie IX. Sa consécration a lieu le 24 janvier 1886, des mains de Philipp Krementz.
La région est aussi sous la protection diplomatique de la France qui traditionnellement protège les missions et les catholiques de Chine, quelle que soit leur nationalité. Anzer décide de placer ses établissements sous celle de l'Empire allemand uniquement, en 1890. Il est installé à Yang-Tchéou (aujourd'hui Yangzhou), et, travailleur infatigable, développe ses missions. De 158 catholiques en 1885, le vicariat comprend plus de 35 000 catholiques et autant de catéchumènes en 1906. Des écoles, des orphelinats, des maisons de vieillards, des églises et des chapelles sont bâtis.
Anzer est aussi convaincu de la nécessité d'ordonner des prêtres chinois et il commence l'installation d'un séminaire pour les Chinois, qui est dirigé par les pères de Steyl (nom familier des prêtres de la Societas Verbi Divini). Josef Freinademetz dirige les classes supérieures du séminaire qui déménage bientôt de Pouo-Li à Jining, ville commerciale plus importante. Les deux premières ordinations de Chinois du séminaire ont lieu en 1896. Il achète aussi une maison pour les récollections des prêtres qui y font leur retraite annuelle.
Deux missionnaires du vicariat, les PP. Richard Henle et Franz Xaver Nies, sont assassinés en 1897, alors que des émeutes anti-chrétiennes ont lieu. Anzer est alors en visite à Berlin et il presse Guillaume II d'intervenir, ce qui met l'évêque au centre d'une polémique. L'Allemagne prend ce prétexte pour s'établir dans la baie de Kiao-Tchéou et obtenir une concession pour son escadre d'Extrême-Orient de la Kaiserliche Marine, en 1898. C'est la naissance du port de Tsingtau. Le régent de Bavière, Léopold, l'anoblit au nom du roi, en 1897.
Les régions qu'il administre sont exemptes de troubles au moment de la révolte des Boxers en 1900, contrairement à d'autres.

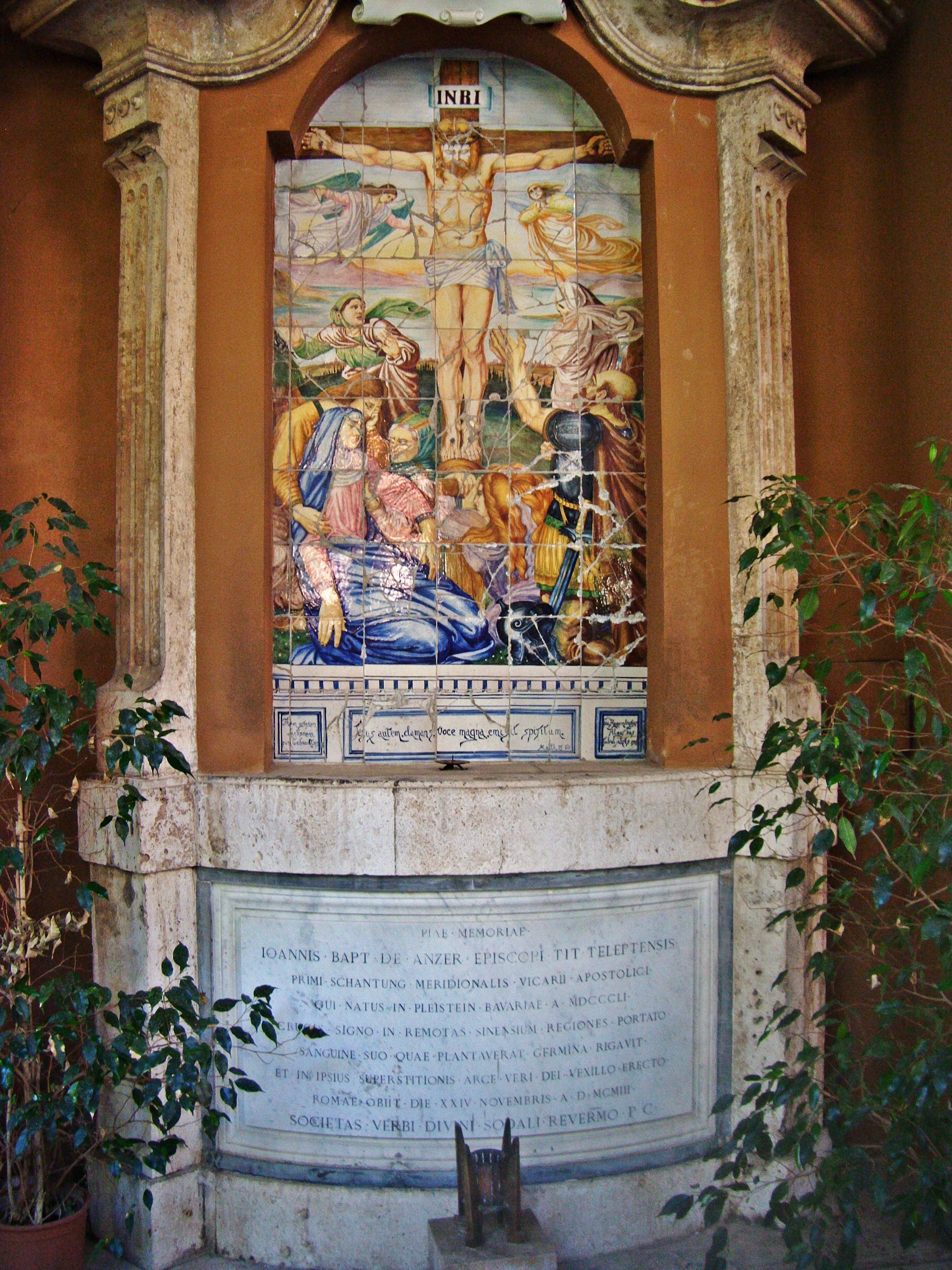
Sépulture de Anzer au cimetière teutonique de Rome.

Il meurt à Rome en 1903 alors qu'il était en visite auprès du Saint-Siège. Il est enterré au cimetière teutonique de Rome. Augustin Henninghaus lui succède.